# Phattharaphol Khamsuk
Phattharaphol Khamsuk (thailändisch ภัทรพล คำสุข; * 22. Juli 1996 in Khon Kaen), auch als Big (thailändisch บิ๊ก) bekannt, ist ein thailändisch-englischer Fußballspieler.

## Karriere
Das Fußballspielen erlernte Phattharaphol Khamsuk in der Jugendmannschaft von Hyde United in Hyde. Für den in der Northern Premier League spielenden Verein kam er von 2015 bis 2018 zu 107 Pflichtspielen (15 Tore). Im FA Cup 2017/18 gelang ihm mit dem Klub, als einem von zwei Achtligisten, die Qualifikation für die erste Hauptrunde, dort unterlag man dem Drittligisten Milton Keynes Dons mit 0:4.
Zur Rückserie 2018 ging er nach Thailand und unterschrieb einen Vertrag beim Erstligisten Bangkok United. Der Verein aus Bangkok wurde am Ende der Saison Vizemeister der Thai League. Die Hinserie 2019 wurde er an Air Force United ausgeliehen. Der Verein, ebenfalls in Bangkok beheimatet, spielte in der Thai League 2, der zweithöchsten Liga des Landes. Zur Rückserie kehrte er zu Bangkok United zurück. Für Bangkok absolvierte er ein Erstligaspiel. Im Juni 2021 wechselte er in die dritte Liga. Hier schloss er sich dem Nonthaburi United S.Boonmeerit FC an. Der Verein spielte in der Lower Region der Liga. Zuletzt spielte er mit dem Verein in der Bangkok Metropolitan Region. Im Dezember 2022 verpflichtete ihn der Erstligist Ratchaburi FC. Für den Verein aus Ratchaburi bestritt er in der Rückrunde vier Ligaspiele. Im Juli 2023 wechselte er wieder in die dritte Liga. Hier schloss er sich dem in der Bangkok Metropolitan Region spielenden Bangkok FC an. Die Saison 2023/24 feierte er mit dem Verein die Meisterschaft der Region sowie den Aufstieg in die zweite Liga.

## Erfolge
Bangkok United
- Thailändischer Vizemeister: 2018

Bangkok FC
- Thai League 3 – Bangkok Metropolitan: 2023/24  ▲